# Karimun Pequeña
Isla Karimun Pequeña (en indonesio: Karimun Kecil o Karimun Anak) es una isla en el estrecho de Malaca, a unos 58 km al oeste de Batam y 35 km al suroeste de Singapur. Pertenece a la Regencia de Karimun de la Provincia de las Islas Riau que forma parte del país asiático de Indonesia.
Karimun Pequeña queda justo al Noroeste de Karimun Grande (llamada también Karimun), de la que está separada por un canal profundo de unos 800 m de ancho. Su punto más alto está a 377 m sobre el nivel del mar. Es montañosa y con un suelo fértil.
El extremo norte de Karimun pequeño es uno de los puntos de referencia que definen los límites legales de Indonesia (1°09'59 "N 103°23'20" E).